# Watseka
Watseka är en stad (city) i Iroquois County, i delstaten Illinois, USA. Enligt United States Census Bureau har staden en folkmängd på 5 210 invånare (2011) och en landarea på 7,9 km². Watseka är huvudort i Iroquois County.